# Jerome Robbins' Broadway
Jerome Robbins' Broadway est un spectacle musical qui consiste en un patchwork de numéros musicaux tirés de comédies musicales soit dirigées soit chorégraphiées par Jerome Robbins dans sa carrière passée. Il débute le 26 février 1989 à l'Imperial Theatre (Broadway) et se termine le 1er septembre 1990 et remporta de nombreux Tony Awards.

## Numéraux musicaux
MasterWorks Broadway
| Acte I - Gotta Dance (Look Ma, I'm Dancin' ) - Papa, Won't You Dance With Me? (High Button Shoes) - Shall We Dance? (The King and I) - New York, New York (On the Town) - Sailors on the Town (On the Town) - Ya Got Me (On the Town) - Charleston (Billion Dollar Baby) - Comedy Tonight (A Funny Thing Happened on the Way to the Forum) - I Still Get Jealous (High Button Shoes) - Suite of Dances (West Side Story) | Acte II - The Small House of Uncle Thomas (The King and I) - You Gotta Have a Gimmick (Gypsy) - I'm Flying (Peter Pan) - On a Sunday by the Sea (High Button Shoes) - Mr. Monotony (Miss Liberty) - Tradition; The Dream; Sunrise, Sunset; Wedding Dance (Fiddler on the Roof) - Some Other Time (On the Town) - New York, New York (Reprise) - Finale (On the Town) |

## Récompenses et nominations

### Production originale de Broadway
Sources: Playbill.com; InfoPlease
| Année | Récompense       | Catégorie                                           | Nomination          | Résultat   |
| ----- | ---------------- | --------------------------------------------------- | ------------------- | ---------- |
| 1989  | Tony Award       | Best Musical                                        | Best Musical        | Lauréat    |
| 1989  | Tony Award       | Best Direction of a Musical                         | Jerome Robbins      | Lauréat    |
| 1989  | Tony Award       | Best Performance by a Leading Actor in a Musical    | Jason Alexander     | Lauréat    |
| 1989  | Tony Award       | Best Performance by a Leading Actor in a Musical    | Robert La Fosse     | Nomination |
| 1989  | Tony Award       | Best Performance by a Leading Actress in a Musical  | Charlotte d'Amboise | Nomination |
| 1989  | Tony Award       | Best Performance by a Featured Actor in a Musical   | Scott Wise          | Lauréat    |
| 1989  | Tony Award       | Best Performance by a Featured Actress in a Musical | Jane Lanier         | Nomination |
| 1989  | Tony Award       | Best Performance by a Featured Actress in a Musical | Faith Prince        | Nomination |
| 1989  | Tony Award       | Best Performance by a Featured Actress in a Musical | Debbie Shapiro      | Lauréat    |
| 1989  | Tony Award       | Best Lighting Design                                | Jennifer Tipton     | Lauréat    |
| 1989  | Drama Desk Award | Outstanding Musical                                 | Outstanding Musical | Lauréat    |
| 1989  | Drama Desk Award | Outstanding Actor in a Musical                      | Jason Alexander     | Lauréat    |
| 1989  | Drama Desk Award | Outstanding Actor in a Musical                      | Scott Wise          | Nomination |
| 1989  | Drama Desk Award | Outstanding Actress in a Musical                    | Faith Prince        | Nomination |
| 1989  | Drama Desk Award | Outstanding Actress in a Musical                    | Debbie Shapiro      | Nomination |
| 1989  | Drama Desk Award | Outstanding Lighting Design                         | Jennifer Tipton     | Lauréat    |